# 1000 Ways to Die
1000 Ways to Die (Brasil: Mil Maneiras de Morrer / Portugal: 1000 Formas de Morrer) foi uma série de televisão antológica que estreou no canal Spike em 14 de maio de 2008 e terminou em 15 de julho de 2012. O programa recriou supostas mortes incomuns e desmascara algumas lendas urbanas incluindo entrevistas com especialistas que descrevem a ciência por trás de cada morte.  A série foi composta por um total de 74 episódios, distribuídos por 4 temporadas na versão original, 6 na versão portuguesa.
Até o final da primeira temporada, a história final de cada episódio mostravam imagens reais de situações perigosas que quase terminaram em morte, além de entrevistas com as pessoas envolvidas nas situações. Uma parte dessas mortes foi nomeada ou recebeu um Prêmio Darwin. Ron Perlman serviu como narrador em cada episódio desde o terceiro episódio (com Thom Beers narrando os dois primeiros episódios); A partir do episódio "Tweets from the Dead", Joe Irwin foi apresentado como narrador substituto.
O canal Spike abandonou os últimos quatro episódios, terminando a série com o episódio "Death, The Final Frontier". O show foi cancelado depois que os produtores e atores envolvidos entraram em greve contra a emissora. As reprises podem ser encontradas na Comedy Central na maioria das manhãs de domingo.
Em Portugal a série é retransmitida pelo Canal Odisseia desde abril de 2013. No Brasil, é transmitido pelo Space e pela TruTV.

## Argumento
O programa recria mortes incomuns baseada em fatos reais (por ex: o de Garry Hoy, um advogado de Toronto, Canadá, que em 1993 caiu do 24º andar de um prédio, quando foi mostrar aos estudantes de uma universidade que os vidros da empresa onde trabalhava eram inquebráveis decidiu atirar-se para a janela, acabou por cair de uma altura de 92 metros de altura, tendo morte imediata. Os vidros eram inquebráveis, mas os caixilhos da janela desencaixaram e Hoy caiu e perdeu a vida) ou em mitos urbanos com humor negro (na forma como é narrado). Cada episódio de cerca de 22 minutos recria vários acontecimentos que levaram à morte, com uma duração de cerca de 3 minutos cada. Cada um dos pequenos vídeos que recriam essas mortes inclui entrevistas com especialistas que pretendem explicar as mortes das pessoas.Cada episódio tem um lugar e uma data em que ocorreu a morte (que não são reais), e cada possui um "número da morte" que é totalmente de azar e no final de cada pequeno episódio termina com um jogo de palavras que resume a morte do episódio. Até a primeira época (um total de 4, na versão original, 6 na versão portuguesa do Canal Odisseia), o final incluía uma história com final feliz, em que o protagonista sobrevivente testemunhava os acontecimentos.
Os especialistas e convidados especiais podem ser médicos, bioquímicos, psiquiatras, psicólogos, psicoterapeutas, toxicólogos, traumatólogos, neurologistas, cirurgiões, cardiologistas, investigadores privados, treinadores, mestres de kung fu, bailarinas, strippers, voyeurs, entre outros.
Alguns dos convidados foram
- Leslie Kobayashi, cirurgiã.[7]
- Jeff Mulvin, treinador.
- Steven Kim, bioquímico.[7]
- George Turner, investigador privado.
- Steve Burstein, cardiologista
- Méd. Ramon Cestero, cirurgião de trauma.[7]
- Franklin Ruehl, especialista em mortes.
- Méd. Thomas Carmichael, neurologista
- Lic. Stacy Kaiser, psicoterapeuta.
- Méd. Dj Green, traumatologista[7]
- Alex Katenarer, traumatologista
- Méd. Khyber Zaffarkhan, medicina física e reabilitação.
- Danielle Tagoda, psicoterapeuta.
- Méd. Pavel Bindra, medicina física e reabilitação .[7]
- Kim Henderson, toxicóloga.
- Stefan Timmermans, sociólogo
- Robert Fovell, professor de ciência atmosférica.
- Sifu Todd Tei, mestre de kung fu.
- Jules Sylvester,especialista em vida selvagem.
- Kim Hopkins, Eletricista.
- David Svoboda, Paramédico
- Jason Romero, Paramédico.
- Boyd Flinders, cirurgião
- Johnny Loouasto fanático em futebol.

## Estilo
O programa tem um enfoque irónico da morte através da apresentação de histórias derivadas de histórias reais ou de mitos, a ciência e incidentes da vida real de fatos reais de quem morreu dessas maneiras tão fora de comum. Representa as mortes utilizando recreações dos eventos juntamente com comentários de especialistas e às vezes de testemunhos, também utiliza animações geradas através da técnica CGI (Computer Generated Imagery), muito similar os utilizados na série de televisão CSI para ilustrar de forma gráfica o modo como a pessoa morreu.